# Déli vidra
A déli vidra (Lontra provocax) az emlősök (Mammalia) osztályának ragadozók (Carnivora) rendjébe, ezen belül a menyétfélék (Mustelidae) családjába és a vidraformák (Lutrinae) alcsaládjába tartozó faj.

## Rendszertani eltérések
Habár a legtöbb biológus szerint a déli vidra egy önálló fajt alkot, egyesek úgy vélik, hogy a kanadai vidra (Lontra canadensis) legdélebbi állományát képezi.

## Előfordulása
A déli vidra kizárólag Dél-Amerika legdélebbi részein fordul elő. A vadonban, csak két országban található meg, Chilében és Argentínában.

## Megjelenése
Ennek az állatnak az átlag fej-testhossza 70 centiméter, farokhossza további 40 centiméter. Testtömege 5-10 kilogramm között van. Háti része sötétbarna, míg hasi része fahéjbarna színű.

## Életmódja
A déli vidra legfőbb élőhelye a nagy folyók és tavak, de a tengerbe is bemerészkedik. Azokat a partszakaszokat kedveli, amelyeket sűrű növényzet borít be. Üregeit a nagy fák gyökerei közé, vagy a kidőlt fák mellé vájja. Az anyaállat és kölykei kis családokat alkotnak, a hímek általában magányosak. Mint a legtöbb vidrafaj, halakkal táplálkozik, de rákokat, puhatestűeket és akár madarakat is zsákmányolhat.

## Szaporodása
Ennek a vidrának a szaporodási időszaka télen és tavasszal van. A magzat kifejlődése, csak 2 hónapig tart, de a késleltetett beágyazódás miatt a vemhesség akár 10-12 hónapot is tarthat. Ennek végén a nőstény 1-4, általában 1-2 kölyköt ellik. A kicsik vakon születnek és körülbelül egy hónapos korukban nyílik ki a szemük. A kölykök 7 hetesen már szilárd táplálékot is fogyasztanak. Három hónaposan megtanulnak úszni és egy hónapra rá, már egyedül is tudnak vadászni. Körülbelül egy évig együtt marad a család. Az ivarérettséget 1-2 évesen érik el.

## Veszélyeztetettsége
A déli vidrát körülbelül 100 éven keresztül ipari mértékben vadászták. Az 1960-as években Argentína betiltotta a déli vidra vadászatát, azonban ezt a tilalmat senki sem veszi komolyan. Chilében még mindig szabad vadászni erre a vidrára. A vadászat és orvvadászat mellett, a vizek szennyezése és az élőhelyek elvesztése is veszélyezteti ezt a vidrafajt. További veszélyforrást jelent számára a betelepített amerikai nyérc (Neovison vison) is, amellyel az élőhelyért és a táplálékért kell, hogy versengjen.

### Fordítás
- Ez a szócikk részben vagy egészben  a   Southern river otter című angol Wikipédia-szócikk ezen változatának fordításán alapul.  Az eredeti cikk szerkesztőit annak laptörténete sorolja fel. Ez a jelzés csupán a megfogalmazás eredetét és a szerzői jogokat jelzi, nem szolgál a cikkben szereplő információk forrásmegjelöléseként.